# Píxeles de familia
Píxeles de familia es una película dramática peruana del año 2019, bajo la obra y dirección de Gerardo Ruíz Miñán. Cuenta la historia de una familia limeña, cuya rutina se ve alterada por circunstancias que le pueden pasar a cualquiera. Está protagonizada por Paul Vega y Wendy Vásquez, contando con Sergio Gjurinovic, Yvonne Frayssinet y Lizet Chávez en el coprotagónico. Fue estrenado el 10 de octubre de 2019 en los cines peruanos.

## Sinopsis
El matrimonio de Polo (Paul Vega) y Mónica (Wendy Vásquez) atraviesa una crisis. Al mismo tiempo, Bicho (Sergio Gjurinovic), el hermano de Mónica, guarda un secreto y debe lidiar con la crisis de su madre. Un accidente repentino podría volver a unir a esta familia. Un píxel es solo un punto en medio de la nada, necesita estar al lado de los demás para comprender su verdadero yo.

## Elenco
Los actores que participan en esta película son:
- Paul Vega como Polo.
- Wendy Vásquez como Mónica.
- Yvonne Frayssinet como Carmela
- Sergio Gjurinovic como Bicho.
- Lizet Chávez como Lucía.

## Recepción
La película se grabó en el año 2012, pero recién fue posible estrenarlo en 2019 cuando la película ganó el premio a la producción y distribución de la Dirección de Audiovisuales, Fonografía y Nuevos Medios (DAFO) del Ministerio de Cultura del Perú en 2018. Después de la hazaña, fue estrenado el 10 de octubre de 2019 en los cines peruanos.